# 石川陸軍補助施設
石川陸軍補助施設(いしかわりくぐんほじょしせつ) は、沖縄県石川市 (現在のうるま市) にあったアメリカ陸軍のMIM-14 (ナイキ・ハーキュリーズ) のためのミサイル基地。施設番号はFAC6024。天願桟橋の内陸側にあった。1974年に返還された。

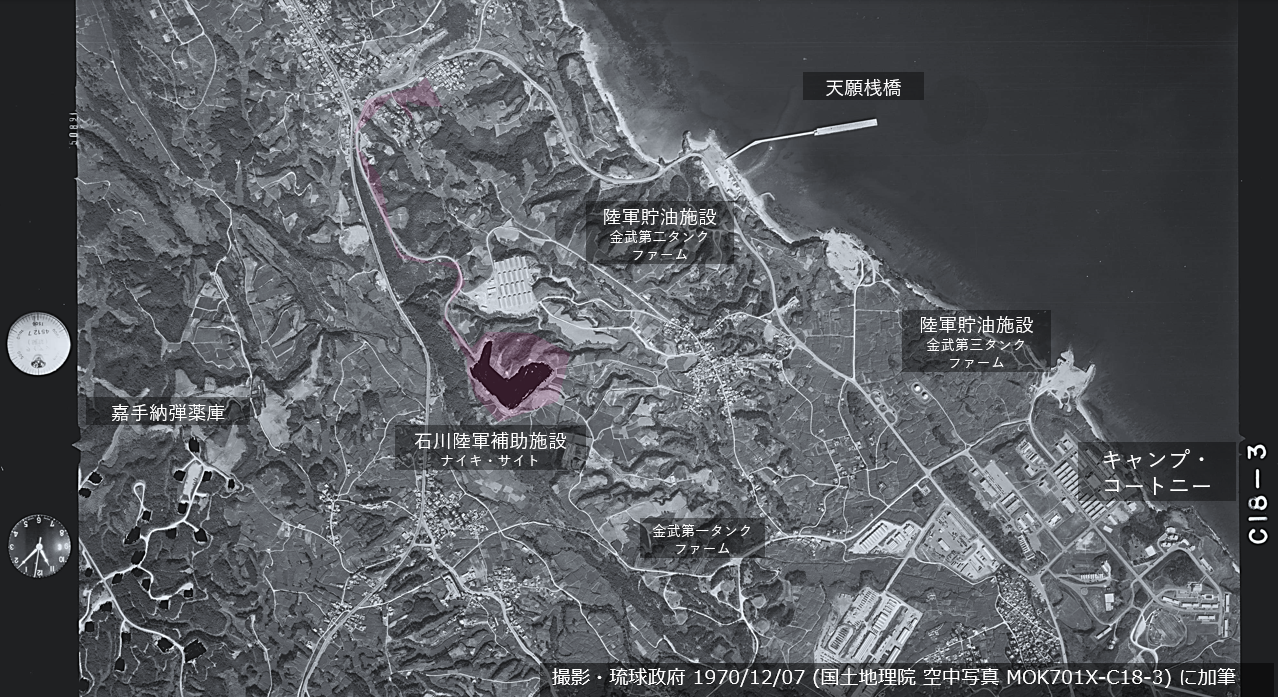
1970年の空中写真

## 概要
西側には天願桟橋と陸軍貯油施設、東側には嘉手納弾薬庫があり、県道24号線をはさんで石川東恩納と栄野比のあいだの高台に位置し、接収前は農地として利用されていた。1957年9月3日に米海兵隊のナイキ・ミサイル基地として新規に接収され、その後、レーダー施設の追加などで基地強化がなされていった。1974年に返還された。
1972年時点の施設概要
- 所在地：石川市字東恩納、具志川市昆布、字栄野比
- 面積：約222,600㎡
- 建物：数棟
- 工作物：ミサイル発射台と進入道路[1]

施設は細長く道路で連結された Aサイトと、発射基地のBサイトに分かれる。
Aサイト: 北の石川東恩納 (ひがしおんな) 側のミサイル誘導基地
Bサイト: 南の栄野比 (えのび) 側のミサイル発射基地

## 歴史
- 1957年9月3日: 米海兵隊のナイキ・ミサイル基地として土地の接収が行われた。
- 不明: 情報通信用レーダー施設が設置される。
- 1969年頃: 米軍のナイキミサイルやホークミサイルなどの防空機能の再編成が行われ、ナイキ施設も他の場所に移転撤去されていた。
- 1972年5月15日: 沖縄返還とともに名称「石川陸軍補助施設」として提供開始（使用主目的：宿舎及び事務所）
- 1974年8月3日: 全返還された。

実質的には1969年にはほとんど機能していなかったが、すぐには返還されなかった。現役のミサイル基地ではなかったため、他の在沖米軍ミサイル基地のように自衛隊基地として引き継がれることなく返還された。
返還後は、セメント工場用地、ゴルフ場、老人福祉施設、住宅用地として利用されている。国道沿いの一部は森林地域。

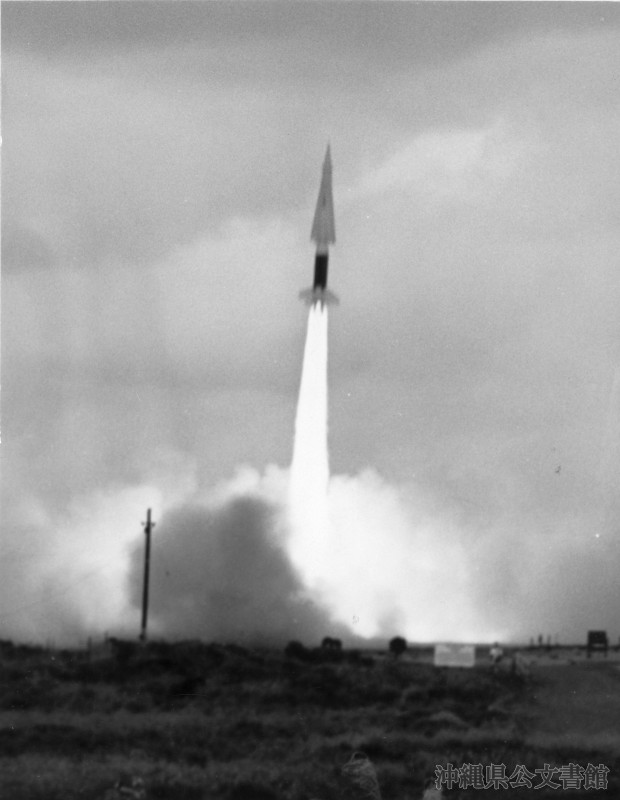
残波岬（ボーローポイント) でのナイキ・ハーキュリーズ発射実験 (1961年1月14日)

### ナイキ・ハーキュリーズ基地
1959年、核・非核両用の高高度用迎撃ミサイルのナイキ・ハーキュリーズが米国内基地と同時期に沖縄に配備された。米国立公文書館の資料によると、沖縄のナイキ・プロジェクト (Nike Project) はボローや恩納など8カ所で展開されたことが記されている。
|   |           | ナイキ配備                              | 備考                    |
| 1 | 第1サイト | ボロー・ポイント射撃場 (読谷)           | 返還                    |
| 2 | 第2サイト | 恩納ポイント (恩納サイト)               | 空自 恩納分屯基地に移管 |
| 3 | 第3サイト | 石川陸軍補助施設 (天願)                 | 返還                    |
| 4 | 第4サイト | 西原陸軍補助施設 (ホワイト・ビーチ地区) | 返還                    |
| 5 | 第5サイト | 普天間飛行場                            |                         |
| 6 | 第6サイト | 知念第二サイト                          | 空自 知念分屯基地に移管 |
| 7 | 第7サイト | 与座岳サイト                            | 陸自 南与座分屯地に移管 |
| 8 | 第8サイト | 那覇サイト                              | 空自 那覇基地に移管     |

## 基地周辺の遺跡

### 東恩納ヌール
東恩納ヌール墓と東恩納ヌール殿周辺遺物散布地の一部
1957年10月24日、ナイキ基地建設にあたって、初代からの東恩納ヌール (ノロ) が埋葬されている聖なる墓所が青木原に移され、その際に12の石棺と12の厨子甕が確認された。基地返還の後、平成元年頃には元の場所にもどされた。現在、東恩納のヌールの継承は途絶えている。

### 旧・東恩納博物館
1945年8月、米軍のコンセットと民間収容所が立ち並ぶ石川で、米海軍政府文教部長のウィラード・ハンナ少佐は、戦災にあわず残っていた赤瓦の家屋を修理し、焼け跡から収集した沖縄の陶器、彫刻、織物、漆器などをそこに展示し、沖縄の庭園も造った。この小さな元民家「東恩納博物館」はちょうどサイトAの北側に位置していた。沖縄戦で破壊されつくした沖縄の文化財を保護する先駆けとなり、1953年に首里郷土博物館と統合されて首里博物館となり、やがて現在の沖縄県立博物館・美術館に発展した。旧東恩納博物館の沖縄建物はシロアリ被害で老朽化が進み、現在、解体の計画が進んでいる。